# Campionati europei di atletica leggera 2010 - Staffetta 4×400 metri maschile
La competizione si è svolta tra il 31 luglio ed il 1º agosto 2010.

## Podio
| #       | Atleta        | Nazionalità | Tempo   | Note |
| ------- | ------------- | ----------- | ------- | ---- |
| Oro     | Russia        | Russia      | 2:59.64 |      |
| Argento | Gran Bretagna | Regno Unito | 2:59.75 |      |
| Bronzo  | Belgio        | Belgio      | 3:00.10 |      |

## Record
Prima di questa competizione, il record del mondo (RM), il record europeo (EU) ed il record dei campionati (RC) sono i seguenti:
| Record                | Prestazione | Atleta      | Data                                                                    | Competizione |
| --------------------- | ----------- | ----------- | ----------------------------------------------------------------------- | ------------ |
| Record mondiale       | 2:54.29     | Stati Uniti | 22 agosto 1993 Stoccarda, Germania                                      |              |
| Record europeo        | 2:56.60'    | Regno Unito | 3 agosto 1996 Atlanta, Stati Uniti                                      |              |
| Record dei campionati | 2:58.22     | Regno Unito | 1º settembre 1990 Spalato, Repubblica Federale Socialista di Jugoslavia |              |

## Programma
| Data           | Ora   | Round   |
| -------------- | ----- | ------- |
| 31 luglio 2010 | 11:20 | Round 1 |
| 1º agosto 2010 | 21:55 | Finale  |

## Risultati

### Round 1
Le prime 3 nazioni in ciascuna batteria (Q) e le 2 con le migliori prestazioni (q) si qualificano alla Finale.

#### Batteria 1
| Pos | Corsia | Nazione     | Atleta                                                                   | Tempo Reazione | Tempo   | Note |
| --- | ------ | ----------- | ------------------------------------------------------------------------ | -------------- | ------- | ---- |
| 1   | 2      | Regno Unito | Conrad Williams, Graham Hedman, Richard Buck, Robert Tobin               | 0.247          | 3:04.09 | Q    |
| 2   | 1      | Polonia     | Marcin Marciniszyn, Daniel Dąbrowski, Piotr Klimczak, Jan Ciepiela       | 0.234          | 3:04.51 | Q    |
| 3   | 8      | Paesi Bassi | Joeri Moerman, Youssef El Rhalfioui, Dennis Spillekom, Robert Lathouwers | 0.205          | 3:04.52 | Q    |
| 4   | 5      | Francia     | Yannick Fonsat, Mamoudou Hanne, Mame-Ibra Anne, Yoan Décimus             | 0.189          | 3:05.32 | q    |
| 5   | 4      | Ucraina     | Maksym Nakonechnyy, Myhaylo Knysh, Volodymyr Burakov, Dmytro Ostrovskyy  | 0.314          | 3:05.51 |      |
| 6   | 6      | Irlanda     | Gordon Kennedy, Brian Murphy, Brian Gregan, Steven Colvert               | 0.230          | 3:07.21 |      |
| 7   | 3      | Spagna      | Marc Orozco, Mark Ujakpor, Santiago Ezquerro, Antonio Manuel Reina       | 0.199          | 3:07.38 |      |
| 8   | 7      | Romania     | Adrian Dragan, Iulian Geambazu, Attila Nagy, Cătălin Cîmpeanu            | 0.355          | 3:09.48 |      |

#### Batteria 2
| Pos | Corsia | Nazione   | Atleta                                                                              | Tempo Reazione | Tempo   | Note |
| --- | ------ | --------- | ----------------------------------------------------------------------------------- | -------------- | ------- | ---- |
| 1   | 2      | Belgio    | Antoine Gillet, Cédric Van Branteghem, Nils Duerinck, Kévin Borlée                  | 0.238          | 3:03.49 | Q    |
| 2   | 6      | Germania  | Kamghe Gaba, Bastian Swillims, Jonas Plass, Thomas Schneider                        | 0.168          | 3:03.83 | Q    |
| 3   | 1      | Russia    | Maksim Dyldin, Aleksey Aksyonov, Sergej Petuchov, Pavel Trenikhin                   | 0.199          | 3:04.20 | Q    |
| 4   | 3      | Italia    | Claudio Licciardello, Luca Galletti, Domenico Fontana, Marco Vistalli               | 0.246          | 3:04.55 | q    |
| 5   | 5      | Grecia    | Pétros Kiriakídis, Dimítrios Grávalos, Padeleímon Melahrinoúdis, Sotírios Iakovákis | 0.250          | 3:07.12 |      |
| 6   | 4      | Ungheria  | Máté Lukács, Gábor Pásztor, Zoltán Kovács, Marcell Deák-Nagy                        | 0.231          | 3:08.32 |      |
| 7   | 7      | Slovenia  | Uros Jovanovic, Sebastjan Jagarinec, Marko Macuh, Erik Voncina                      | 0.174          | 3:08.95 |      |
| 8   | 8      | Danimarca | Jacob Fabricius Riis, Andreas Hjartbro Bube, Daniel B. Christensen, Nicklas Hyde    | 0.190          | 3:09.04 |      |

#### Semifinale
| Pos | Batteria | Corsia | Nazione     | Atleta                                                                              | Tempo Reazione | Tempo   | Note |
| --- | -------- | ------ | ----------- | ----------------------------------------------------------------------------------- | -------------- | ------- | ---- |
| 1   | 2        | 2      | Belgio      | Antoine Gillet, Cédric Van Branteghem, Nils Duerinck, Kévin Borlée                  | 0.238          | 3:03.49 | Q    |
| 2   | 2        | 6      | Germania    | Kamghe Gaba, Bastian Swillims, Jonas Plass, Thomas Schneider                        | 0.168          | 3:03.83 | Q    |
| 3   | 1        | 2      | Regno Unito | Conrad Williams, Graham Hedman, Richard Buck, Robert Tobin                          | 0.247          | 3:04.09 | Q    |
| 4   | 2        | 1      | Russia      | Maksim Dyldin, Aleksey Aksyonov, Sergej Petuchov, Pavel Trenikhin                   | 0.199          | 3:04.20 | Q    |
| 5   | 1        | 1      | Polonia     | Marcin Marciniszyn, Daniel Dąbrowski, Piotr Klimczak, Jan Ciepiela                  | 0.234          | 3:04.51 | Q    |
| 6   | 1        | 8      | Paesi Bassi | Joeri Moerman, Youssef El Rhalfioui, Dennis Spillekom, Robert Lathouwers            | 0.205          | 3:04.52 | Q    |
| 7   | 2        | 3      | Italia      | Claudio Licciardello, Luca Galletti, Domenico Fontana, Marco Vistalli               | 0.246          | 3:04.55 | q    |
| 8   | 1        | 5      | Francia     | Yannick Fonsat, Mamoudou Hanne, Mame-Ibra Anne, Yoan Décimus                        | 0.189          | 3:05.32 | q    |
| 9   | 1        | 4      | Ucraina     | Maksym Nakonechnyy, Myhaylo Knysh, Volodymyr Burakov, Dmytro Ostrovskyy             | 0.314          | 3:05.51 |      |
| 10  | 2        | 5      | Grecia      | Pétros Kiriakídis, Dimítrios Grávalos, Padeleímon Melahrinoúdis, Sotírios Iakovákis | 0.250          | 3:07.12 |      |
| 11  | 1        | 6      | Irlanda     | Gordon Kennedy, Brian Murphy, Brian Gregan, Steven Colvert                          | 0.230          | 3:07.21 |      |
| 12  | 1        | 3      | Spagna      | Marc Orozco, Mark Ujakpor, Santiago Ezquerro, Antonio Manuel Reina                  | 0.199          | 3:07.38 |      |
| 13  | 2        | 4      | Ungheria    | Máté Lukács, Gábor Pásztor, Zoltán Kovács, Marcell Deák-Nagy                        | 0.231          | 3:08.32 |      |
| 14  | 2        | 7      | Slovenia    | Uros Jovanovic, Sebastjan Jagarinec, Marko Macuh, Erik Voncina                      | 0.174          | 3:08.95 |      |
| 15  | 2        | 8      | Danimarca   | Jacob Fabricius Riis, Andreas Hjartbro Bube, Daniel B. Christensen, Nicklas Hyde    | 0.190          | 3:09.04 |      |
| 16  | 1        | 7      | Romania     | Adrian Dragan, Iulian Geambazu, Attila Nagy, Cătălin Cîmpeanu                       | 0.355          | 3:09.48 |      |

### Finale
| Pos     | Corsia | Nazionalità | Atleta                                                                   | Tempo Reazione | Tempo   | Note |
| ------- | ------ | ----------- | ------------------------------------------------------------------------ | -------------- | ------- | ---- |
| Oro     | 7      | Russia      | Maksim Dyldin, Aleksey Aksyonov, Pavel Trenikhin, Vladimir Krasnov       | 0.210          | 2:59.64 |      |
| Argento | 3      | Regno Unito | Conrad Williams, Michael Bingham, Robert Tobin, Martyn Rooney            | 0.242          | 2:59.75 |      |
| Bronzo  | 4      | Belgio      | Arnaud Destatte, Kévin Borlée, Cédric Van Branteghem, Jonathan Borlée    | 0.178          | 3:00.10 |      |
| 4       | 5      | Germania    | Kamghe Gaba, Bastian Swillims, Eric Krüger, Thomas Schneider             | 0.192          | 3:00.15 |      |
| 5       | 6      | Polonia     | Marcin Marciniszyn, Daniel Dąbrowski, Piotr Klimczak, Kacper Kozłowski   | 0.273          | 3:03.42 |      |
| 6       | 1      | Francia     | Leslie Djhone, Yannick Fonsat, Mame-Ibra Anne, Teddy Venel               | 0.173          | 3:03.85 |      |
| 7       | 8      | Paesi Bassi | Joeri Moerman, Youssef El Rhalfioui, Dennis Spillekom, Robert Lathouwers | 0.184          | 3:04.13 |      |
| 8       | 2      | Italia      | Marco Vistalli, Luca Galletti, Claudio Licciardello, Andrea Barberi      | 0.204          | 3:04.20 |      |